# Bruno Thibout
Bruno Thibout (Neufchâtel-en-Bray, 8 maggio 1969) è un ex ciclista su strada francese, professionista dal 1993 al 2004.

## Palmarès

### Strada
- 1992 (Dilettanti, quattro vittorie)

Boucles Catalanes
Circuit méditerranéen
Grand Prix de Vougy
Classifica generale Tour du Béarn
- 1996 (Motorola, una vittoria)

5ª tappa Postgirot Open (Kolmården > Södertälje)

#### Altri successi
- 2001 (Jean Delatour)

Classifica sprint Tour du Limousin

## Piazzamenti

### Grandi Giri
- Giro d'Italia

1993: 85º
1995: 47º
- Tour de France

1994: 91º
1995: ritirato (12ª tappa)
1996: 55º
- Vuelta a España

1997: 30º
1998: ritirato (7ª tappa)
2000: ritirato (7ª tappa)

### Classiche monumento
- Milano-Sanremo

1994: 92º
1995: 157º
1997: 72º
- Giro delle Fiandre

1994: 94º
1997: 66º
- Parigi-Roubaix

1996: 26º
1997: 46º
1998: ritirato
2000: 52º
2001: ritirato
2002: ritirato
2003: ritirato
2004: ritirato
- Liegi-Bastogne-Liegi

1996: 21º
1997: 73º
1998: 102º
2002: 122º
- Giro di Lombardia

1993: 45º
1997: 23º

### Competizioni mondiali
- Campionati del mondo

Duitama 1995 - In linea Elite: ritirato
San Sebastián 1997 - In linea Elite: 36º